# جانيت أباتي
جانيت أباتي (بالإنجليزية: Janet Abbate) هي أستاذة مشاركة في العلم، التكنولوجيا والمجتمع في جامعة فرجينيا للتكنولوجيا. تتركز أبحاثها حول تاريخ علوم الكمبيوتر والإنترنت كما تُحاول جاهدة التخفيف من الهوة بين الرجال والنساء في هذا المجال.

## المسيرة المهنية
حصلت أباتي على درجة الدكتوراه من جامعة بنسلفانيا في عام 1994. من عام 1996 إلى عام 1998 كانت باحثة ما بعد الدكتوراه في معهد مهندسي الكهرباء والإلكترونيات حيث أجرت عشرات البحوث حول المرأة في مجال الحوسبة. انضمت إلى هيئة التدريس في جامعة فرجينيا الشمالية للتكنولوجيا في عام 2004، وهي الآن أستاذة مشاركة ومديرة تنفيذية لبرنامج الدراسات العليا في العلم، التكنولوجيا والمجتمع.
قبل اقتحام العمل الأكاديمي؛ كانت أباتي مبرمجة كمبيوتر وقد ساعدتها خلفيتها في عملها وفي كل أبحاثها ذات الصلة بعلوم الحوسبة والكمبيوتر.

## البحث
ألفت أباتي كتابين؛ أولهما حمل عنوان اختراع الإنترنت وقد صدر عام 2000، أما الثاني فصدر بعنوان إعادة ترميز بين الجنسين: المرأة المتغيرة المشاركة في الحوسبة وقد صدر عام 2012؛ وقد لقي نجاحا إلى حد ما حيث انتشر على نطاق واسع باعتباره عملا مهما وأرشيفا منسقا في تاريخ الحوسبة والشبكات خاصة أن المؤلفة حاولت إبراز دور الديناميات الاجتماعية وعدم المشاركة الأميركية في البداية في ضعف تنمية الشبكات،  على الرغم من ذلك فقد أشارت إلى عوامل أخرى ساهمت في تطوير الحوسبة مما يسبب صعوبة في معرفة تاريخ التقنية وكيفية سردها بطريقة مفهومة للغاية. وقد تلقت جائزة تقديرية عن كتابها الثاني عام 2014 حيث تم تكريمها في متحف تاريخ الحاسوب.